# Aulo Cornelio Palma
Aulo Cornelio Palma Frontoniano  (m. 117) fue un senador y cónsul romano, miembro de la gens Cornelia, que vivió a finales del siglo I y principios del siglo II y que desarrolló su cursus honorum bajo los emperadores Domiciano, Nerva y Trajano.

## Carrera pública
Palma era originario de la ciudad de Volsinii en Etruria. En el año 99, al principio del reinado de Trajano, fue nombrado consul ordinarius junto a Quinto Sosio Seneción, por la gran estima que este emperador le tenía.
Alrededor del año 101 fue gobernador de la Hispania Tarraconense, y entre los años 104 y 108 de la provincia de Siria. Entre los años 105 y 106 consiguió la anexión de la Arabia Petrea sin derramamiento de sangre, lo que le valió que Trajano le otorgase los ornamenta triumphalia y ordenase que se erigiera en su honor una estatua en el foro de Augusto.
En el año 109 fue nombrado cónsul por segunda vez junto a Publio Calvisio Tulo Rusón. Sin embargo, al inicio del reinado de Adriano, quien siempre le había manifestado animadversión, fue acusado de conspiración y condenado a muerte por el senado en el año 117.